# 練木亮輔
練木 亮輔 （ねりき りょうすけ、ryosuke neriki、1979月12月25日 - ）は、日本の音楽家、俳優、シンガーソングライター、音楽プロデューサー、起業家。三重県鈴鹿市出身。株式会社DECO MUSIC、株式会社ZIGZAG MUSIC、株式会社WACCA MUSIC、株式会社NOPPO MUSICの代表取締役。

## 概要
「音楽の卵発掘計画（十代の全国の全国バンドコンテスト・グランプリ受賞）」スターダストプロモーション元所属。Sony Music「RRR（トリプルアール）Vo」としてメジャーデビュー。TBS『大好き五つ子2』に出演。俳優としても活動。RRR解散後「ハナミズキ」を結成、現在活動休止中。作曲・編曲・プロデュースなども務め、株式会社ノジマ設立50周年記念ソング「一番星」を制作。横浜DeNaベイスターズ戦　始球式＆生ライブ出演。株式会社DECO MUSIC、株式会社ZIGZAG MUSIC株式会社WACCA MUSIC、株式会社NOPPO MUSIC代表取締役

## 来歴
1994年　バンドを中学校の友人と結成。
1995年　海星高校に入学し須崎清太郎と共に音楽ユニット・RRRを結成。
1996年　東放学園の主催するコンテスト「音楽の卵発掘計画」でグランプリを獲得。スターダストプロモーションに所属
1999年　1stシングル「We're champ」メジャーデビュー。
2000年　2ndシングル「誰にも奪えないように」3rdシングル「Step By Step」（「大好き!五つ子2」オープニング曲）リリース。
2001年　RRRを解散。ソロ活動開始。
2002年　山田義典とハナミズキを結成
2007年　ボイストレーナーとして活動開始
2012年　株式会社ノジマ設立50周年記念ソング「一番星」を制作
2015年　ハナミズキ活動休止
2020年　DECO MUSIC SCHOOLを立川にオープン
2022年　ZIGZAG MUSIC SCHOOLを吉祥寺にオープン
2024年　WACCA MUSIC SCHOOLを東京・銀座にオープン
2025年　NOPPO MSUIC SCHOOLを大宮にオープン